# Col de la Chamboite
Le col de la Chamboite est un col situé dans le Massif central en France à une altitude de 1 483 mètres d'altitude.

## Situation
Le col se trouve sur la même ligne de crête que le col du Béal, environ un kilomètre au sud de celui-ci. Col piétonnier, il est situé à quelques mètres de la route d'accès à la station hertzienne militaire de Pierre-sur-Haute.